# Catephia xylosis
Catephia xylosis là một loài bướm đêm trong họ Erebidae.